# Kernkraftwerk Sirt
Das Kernkraftwerk Sirt sollte nahe der Stadt Sirt an der Großen Syrte in Libyen entstehen. Es sollten dort zwei WWER-440 gebaut werden. Die Planungen wurden jedoch gestoppt.

## Geschichte
Wegen der steigenden Nachfrage nach frischem Wasser und Elektrizität schloss Libyen in den 1970er-Jahren einen Vertrag mit der sowjetischen Firma Atomenergoexport (heute Atomstroiexport) über den Bau eines Kernkraftwerks zur Stromerzeugung und Meerwasserentsalzung ab. Es sollten zwei Reaktoren vom sowjetischen Typ WWER-440 mit einer thermischen Leistung von je 1.375 Megawatt und einer elektrischen Leistung von je 440 Megawatt errichtet werden. Die Gesamtleistung des Kraftwerks sollte 880 Megawatt betragen. Die Anlage sollte bis zu 80.000 m³ Wasser pro Tag destillieren.
Unzufrieden mit der angebotenen Technologie, wurde der belgischen Firma Belgonucleaire angeboten den Bau auszuführen und die Komponenten zu liefern. Nachdem sich aber die USA gegen eine Lieferung ausgesprochen hatte, da man vermutete, dass Libyen Atomwaffen produzieren könnte, beschloss Belgonucleaire im November 1984, den Auftrag nicht anzunehmen. Daraufhin wurde der Vertrag mit der Sowjetunion bekräftigt. Die Kosten des Kernkraftwerks hätten vier Milliarden US-Dollar betragen, wobei sich die Zahlung des Kraftwerkes über 15 bis 18 Jahre hingezogen hätte. Im Jahr 1984 wurden die Arbeiten im Stadium der Ausarbeitung des Standortes gestoppt. Im Frühjahr 1986 beschloss man, die Planungen für neun je 440 Megawatt starke Reaktoren auszusetzen.

## Daten der Reaktorblöcke
| Reaktorblock   | Reaktortyp | Netto- leistung | Brutto- leistung | Baubeginn | Projekt- einstellung |
| -------------- | ---------- | --------------- | ---------------- | --------- | -------------------- |
| Sirt (Libya)-1 | WWER-440   | 408 MW          | 440 MW           | -         | 1984                 |
| Sirt (Libya)-2 | WWER-440   | 408 MW          | 440 MW           | -         | 1984                 |